# سيرجيو رافاييل دا كوستا
سيرجيو رافاييل دا كوستا هو لاعب كرة قدم برازيلي، ولد في 17 سبتمبر 1985 في كوريتيبا في البرازيل. لعب مع نادي شريف تيراسبول ونادي فولاد خوزستان ونادي كريسيوما.